# Hipòstrat Soter
Hipòstrat Soter (grec antic: Ἱππόστρατος Σωτήρ, 'el Salvador') fou un rei indogrec que va governar a la part central i nord-occidental del Panjab i Pushkalavati. Osmund Bopearachchi el data vers 65 a 55 aC, mentre que R.C. Senior suggereix 60 a 50 aC.
Segons Bopearachchi, Hipòstrat va arribar al poder com a successor d'Apol·lòdot II a la part occidental del seu regne mentre el dèbil rei Dionís Soter pujava al tron a la part oriental. Senior considera que els regnats d'Apol·lòdot II i d'Hipòstrat se superposen poc o molt i en aquest cas Hipòstrat hauria governat un regne que estava a l'oest del domini d'Apol·lòdot II.
Igual que Apol·lòdot II, Hipòstrat es va fer dir Soter ('Salvador') tal com apareix a totes les seves monedes; en algunes monedes assoleix el títol de Basileos Megas, "Gran Rei", que hauria heretat d'Apol·lòdot II. Senior pensa que Hipòstrat va estendre el seu regne a la mort d'Apol·lòdot. Les relacions entre aquestos dos reis no estan aclarides per manca de fonts però el cert és que Hipòstrat no va utilitzar el símbol d'Atena Alcidemos, que fou comuna a tots els altres reis relacionats amb Apol·lòdot; els dos reis només compareixen un monograma.
La quantitat i qualitat de les monedes d'Hipòstrat assenyalen un rei bastant poderós. Hipòstrat semble que hauria combatut generalment amb èxit contra els invasors indoescites dirigits pel seu rei Azes I, però fou finalment derrotat i va esdevenir el darrer rei grec del Panjab occidental.

## Monedes
Hipòstrat va emetre monedes de planta on apareix amb diadema a la cara del davant i amb tres revers: el primer un rei a cavall (tipus més comú usat també per anteriors reis com Antímac II i Filoxen Anicet; el segon el rei a cavall però fent amb les mans el signe de benedicció (un tipus similar a un de rar d'Apol·lòdot II); i el tercer una deessa, potser Tique.
A les monedes de bronze apareixen la serp monstruosa (com la de Tèlef) i una deessa; Apol·lo i el trípode de sacrifici; i Zeus-Mithra assegut i un cavall (recorda el model d'Hermeu).
Part de les seves monedes foren regravades per Azes I.